# Виріб 305

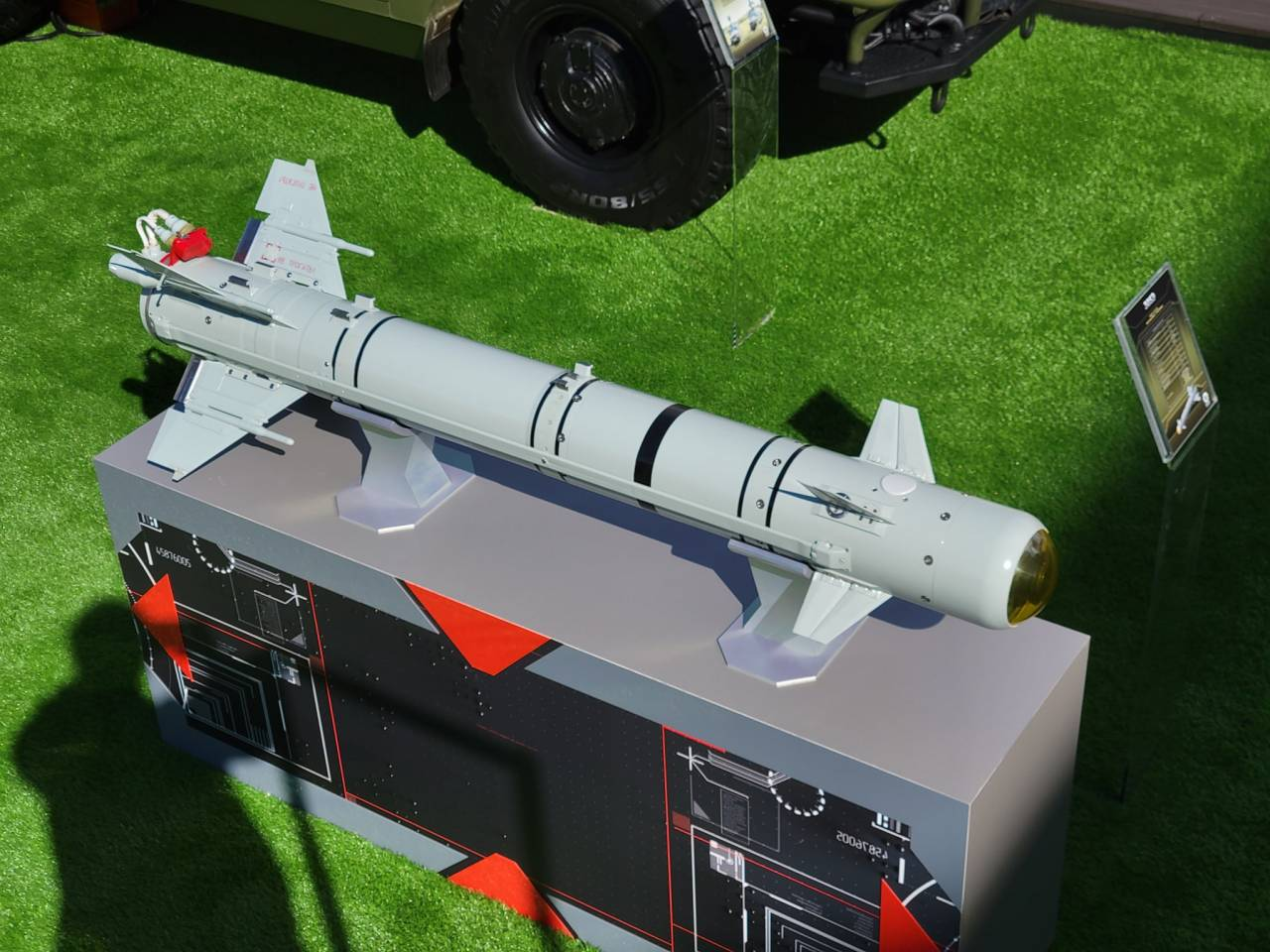

Легка багатоцільова керована ракета (ЛБКР, рос. ЛМУР) «305» або «Виріб 305» — російська високоточна зброя, що належить до класу керованих ракет «повітря-поверхня».

## Розробка
Абревіатура «ЛМУР» уперше з'явилася приблизно у 2007 році, тоді означала проєкт легкої ракети від КТРВ, проте проєкт закинули 2009 року з невідомих причин. У лютому 2011 року Міноборони Росії передало в КБ машинобудування замовлення НДДКР під кодовою назвою «Префікс» на створення нової легкої багатоцільової ракети, відомої як «Виріб 79». Вказано, що нова ракета має бути готова до серійного виробництва до кінця листопада 2014 р. І хоч партію експериментальних ракет завершено 2013 р., їх не вдалося випробувати, оскільки жодна з наявних пускових установок не годилася для цієї мети. КБМ офіційно оголосило про припинення розробки ракети за два тижні до терміну, встановленого МО. Контракт офіційно розірвали тільки 2017 року. Однак це не означало кінець проєкту. У 2012 році ФСБ уклала контракт із КБМ на розробку ракети під назвою «Виріб 305», якою будуть оснащені гелікоптери спеціального призначення Мі-8МНП-2.
«Виріб 305» дуже схожий на більш ранній «Виріб 79», але має додатковий двосторонній канал передачі даних, через що ракета могла керуватися людиною буквально в онлайновому режимі. Випробування ЛМУР на Мі-8МНП-2 проходили у 2015—2016 роках, незабаром після цього розпочалося серійне виробництво. Випробування ЛМУР розпочалися на Мі-28НМ у 2019 році та на Камові Ка-52М у 2020 році. Повідомляється, що ракета також використовуватиметься на гелікоптерах спецназу Мі-8АМТШ-ВН. Приблизно 2017 року також планувалося розробити пускову установку на базі бронетранспортера.

## Пристрій
Зараз відомі лише експортні характеристики ракети («Виріб 305Е»), вони можуть відрізнятись від прийнятої на озброєння РФ.
Виріб виконаний у циліндричному корпусі та має напівсферичний прозорий головний обтічник. У передній частині розташовані Х-подібні керма, а в хвості — крила складаної конструкції. Вони складаються для транспортування та розкладаються, коли ракета встановлюється на гелікоптері-носії. На двох крилах встановлені антени каналу двосторонньої передачі.
ЛМУР важча за інші російські вертолітні ПТРК, її вага становить 105 кг. Для порівняння: 9М120-1 «Атака-1» разом із пусковою трубою важить 48,5 кг, а 9М127-1 «Вихор-1» — 59 кг разом із пусковою трубою. Її боєголовка також приблизно втричі більша: 25 кг у порівнянні з 7,4 кг у «Атака-1» і 8,6 кг у «Вихор-1». Однак «Атака» та «Вихор» можуть використовувати кумулятивні бойові частини, а чи існує версія ЛМУР, оснащена такою бойовою частиною, достеменно невідомо.
Максимальна дальність польоту ЛМУР становить 14,5 км, що вище, ніж в інших російських вертолітних ПТУР. У ракети є оптична ГСН і її можна використовувати в двох різних режимах. У першому режимі ціль намічається оператором перед пуском, а вертоліт-носій може відразу змінити курс після пуску ракети (принцип «вистрілив і забув»). У другому режимі запускається без захоплення цілі — спочатку ракета летить у напрямку цілі, використовуючи інерційне наведення з поправками від супутникової навігації. Зображення з ГСН передається на вертоліт через блок передачі даних, званий АС-БПЛА (апаратура сполучення з безпілотним літальним апаратом). Оператор може вибирати ціль і самостійно змінювати курс, доки ракета летить у її бік. ЛМУР — перша російська ПТРК, яку можна використовувати таким чином. Цей другий режим роботи є єдиним, в якому ракета може використовуватися на максимальній дальності через обмеження ГСН.
На Мі-8МНП-2 антена каналу передачі даних АС-БПЛА розташована в обтічнику в носовій частині, як і на новому варіанті Мі-28НЕ, показаному на Дубайському авіасалоні 2021 (її розташування використовується антена наведення ракети 9М120 «Атака» на інших модифікаціях Мі-28). На Ка-52М розташований під лівим коротким крилом. Для установки ЛМУР можна використовувати дві різні пускові напрямні, обидві виробництва «Вимпелу»: АПУ-305 для одиночної ракети та пізніша подвійна пускова установка АПУ-Л.

## Модифікації
- Виріб 79 — перший прототип, замовлений Міноборони РФ, але не випробуваний. Не має двостороннього каналу передачі[1].
- Виріб 305 — робочий варіант замовлений для ФСБ. Оснащений двостороннім зв'язком[1].
- Виріб 305-УЛ — навчально-льотна ракета без бойової частини[1].
- Виріб 305-Е — експортний варіант, у якого відомі всі характеристики[1].
- Виріб 306 — нова модифікація з невідомими характеристиками[1].

## Бойове застосування
Використовувалася російськими військами у Сирії та під час російського вторгнення в Україну.